# شیما ساکون
شیما ساکون یا شیما کیوئوکی (به ژاپنی: 島 清興 Shima Sakon)؛( ۹ ژوئن ۱۵۴۰ – ۲۱ اکتبر ۱۶۰۰) یک فرماندار نظامی اهل ژاپن بود.
او در ابتدا یک رونین بود، اما بعد از پیوستن به تویوتومی هیده‌یوشی به تدریج پیشرفت کرد و در ادامه به یکی از فرماندهان و یاران وفادار ایشیدا میتسوناری تبدیل گشت.